# آنا جيوردانو
آنا جيوردانو (بالإيطالية: Anna Giordano)‏ هي عالمة بيئة وعالمة طيور إيطالية، ولدت في 1965 في مسينة في إيطاليا.